# Dias d'Ávila
Dias d'Ávila é um município brasileiro do estado da Bahia. Em 2024 a sua população estimada pelo IBGE era de 75 053 habitantes. No mesmo se encontram as melhores fontes de água da Bahia, fato que lhe dá o apelido de "Cidade das Águas". Pertencente a RMS (Região metropolitana de Salvador), e vizinha ao Polo industrial de Camaçari, a cidade é habitada por uma grande massa de trabalhadores que se mudaram para lá após a implantação e ampliação do Polo.
Antigamente a cidade era considerada umas das melhores cidades de veraneio, pelas suas paisagens e clima agradável, além do seu principal ponto turístico: o Imbassay, localizado pós nascente de um rio, a lama presente era considerada por muitos como medicinal.
Hoje, a cidade é considerada como cidade dormitório, com sua maioria de origem externa, até pelo fato da cidade ter apenas 30 anos desde a sua emancipação política de Camaçari, emancipação esta que até hoje é criticada devido aos limites territoriais estabelecidos para a cidade, que limitou o seu desenvolvimento.
No limite territorial acordado a cidade passou a ter 184 km², sendo este dividido entre a zona urbana (maior concentração da população) e diversos distritos rurais, nos quais se destacam os distritos de Emboacica, Biribeira, Barragem de Santa Helena, Jardins Futurama e Leandrinho.

## História
A história deste município funde-se com a da Bahia, sendo Garcia d'Ávila seu fundador.
No século XVII ocorreu o primeiro processo de territorialidade, quando Francisco Dias d'Ávila I criou a primeira feira de comercialização, conhecida como Feira do Capoame. A feira instalada numa área de solo fértil e água abundante dos rios Imbassaí, Jacumirim e Jacuípe. 
Posteriormente, houve conflito pelo domínio territorial e a guerra com os indígenas iniciada graças ao avanço da capitania de Ilhéus em direção ao sertão seguindo os rios que com a mineração trazia riquezas. Os indígenas foram extintos da área que se tornou território da casa da Torre de Garcia D’Ávila. A presença da água foi determinante para ocupação do território e dela dependia a vida humana e do gado. Toda essa terra foi ocupada por currais, pastagens e feiras para a pecuária. A feira tornou-se um lugar fixo para a comercialização do gado, abate e comercialização da carne e a exportação do couro para Portugal, por isso se tornou um lugar de encontros de vaqueiros, vendedores, compradores, apreciadores, fazendeiros, etc. Destacando-se como local de importância comercial e política.
No século XIX as pastagens deram lugar aos canaviais, devido a expansão da cana-de-açúcar, período em que ficou conhecida como Feira Velha. Em 1823 a luta pela independência da Bahia transformou o local em arsenal para conserto de armas e serviu de quartel para o General da Legião da Torre quando a estrada está fechada para a passagem da boiada que pertencia aos portugueses. 
Em 1928 o povoado de Feira Velha foi nomeada de Dias d’Ávila, por decreto da Câmera Estadual em homenagem a Francisco Dias d’Ávilas.
No ano de 1953 o povoado tornou-se distrito do município de Camaçari, tornando-se conhecido graças ao padre Torrend, que descobriu propriedades medicinais nas águas do rio Imbassay, que colocou a Dias d’Ávila nos roteiros de turismo, se tornando conhecida como Estância Hidromineral. Em 1980, com a implantação do Polo Petroquímico, o distrito cresceu em número populacional, e iniciou a luta por emancipação.

## Emancipação política
Até 1985, a cidade era apenas uma estância, distrito da cidade de Camaçari que devido a seus diversos problemas, não davam conta da manutenção do distrito que até então encontrava-se abandonado. Com isso os próprios moradores requereram a emancipação política da estância.
O trabalho de emancipação, porém, foi árduo, visto que a estância não possuía condições econômicas, nem estruturais para se libertar, o que gerou movimentos que buscaram a melhoria das condições na estância, provando esta ser capaz de se manter. Um grupo de destaque nesse processo foi a Sociedade de Amigos de Dias D’Ávila, criado por volta dos anos 70. O trabalho destes grupo rendeu duas conquistas importantes, a primeira sendo a implantação da 25º delegacia de polícia e a outra, a linha para a capital, ausente até então.
Os limites da estância foram amplamente discutidos, e só então com a confirmação de que a Caraíba Metais estava instalada dentro dos limites do município, foi que se deu o último passo para a emancipação.
No dia 25 de junho de 1984, era publicada a lei que ratificava os limites e criava o município. Porém só em 25 de fevereiro de 1985 foi oficialmente confirmada a emancipação e a criação da cidade de Dias D'Ávila.

## Geografia
O município integra a Identidade Metropolitana de Salvador, sendo este dividido entre a zona urbana (maior concentração da população) dividido em Velha Dias d'Ávila e Nova Dias d'Ávila onde se encontra o Polo Petroquímico de Camaçari e diversos distritos rurais, nos quais se destacam os distritos de Emboacica, Biribeira, Barragem de Santa Helena, Jardins Futurama e Leandrinho.

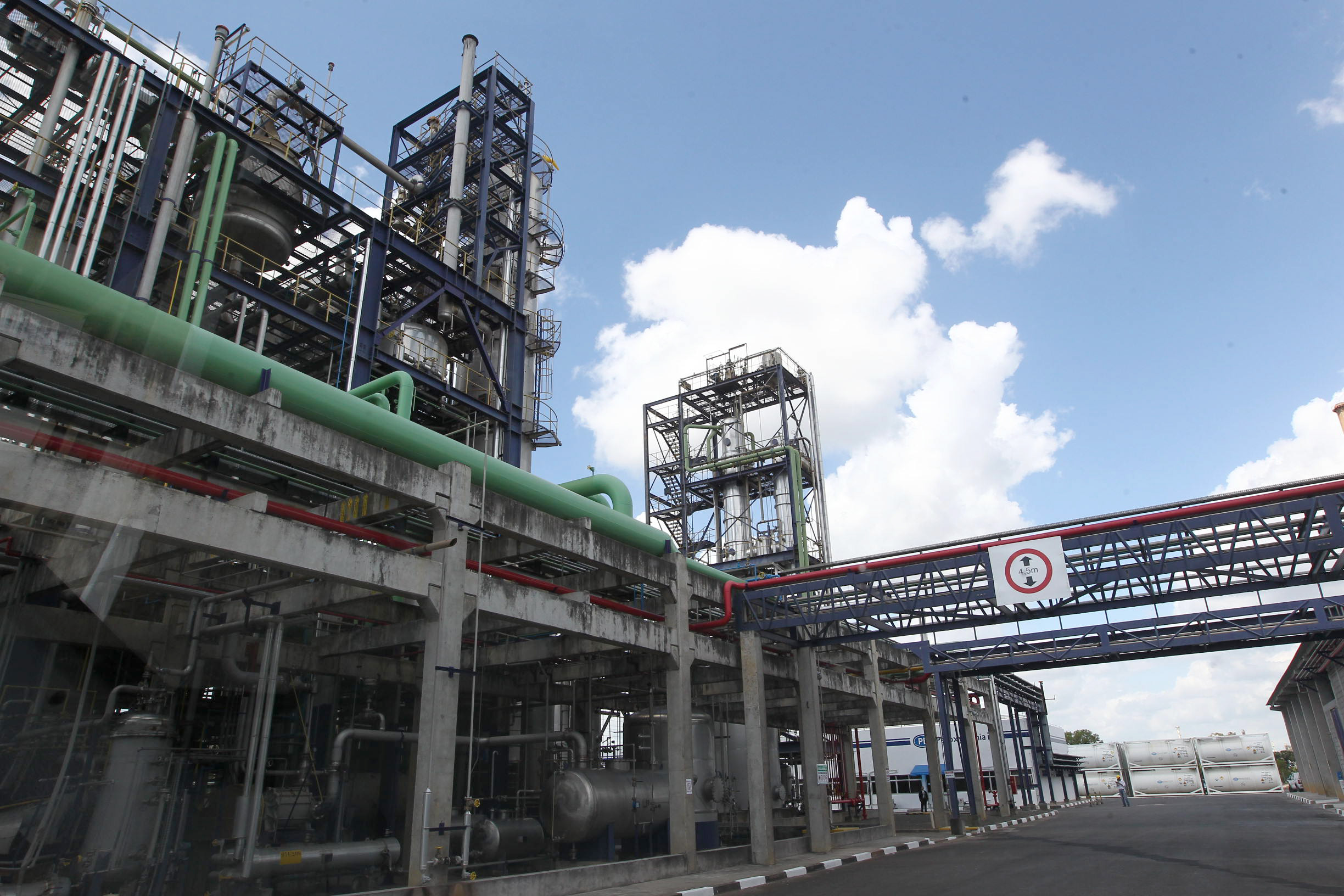
Polo Petroquímico de Camaçari

A cidade está incluída na Bacia Sedimentar do Recôncavo Norte, a 52 km da capital baiana. O acesso ao município ocorre por Salvador através da BR-324 em conexão com a BA-093, principal via de acesso e pela Via Parafuso (BA-535) conectando-se com as vias do Polo Petroquímico de Camaçari (PIC).

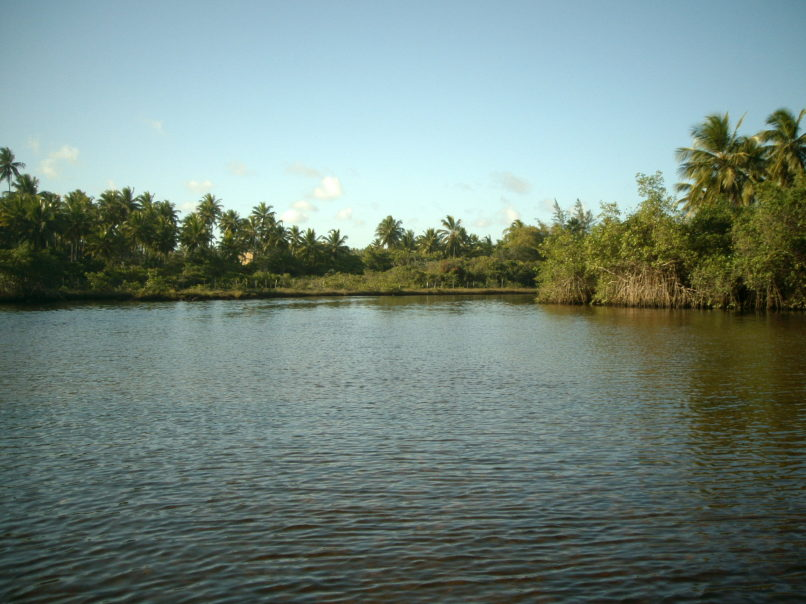
Rio Imbassaí

Em relação da população, a cidade se encontra entre os municípios com situação mais pecaria do Estado, tendo 59,28% de incidência de pobreza.
A cidade se destaca ainda por seus recursos hídricos. Os mananciais superficiais presentes são os rios Imbassaí, Jacumirim e Jacuípe que pertencem a bacia hidrográfica dos rios Joanes e Jacuípe. Possui solo Argilosos Vermelhos-Amarelos, com uma vegetação cerrado-restinga e ombrófila densa. Estudos realizados na década de 40 analisaram a bacia Hidrográfica do Rio Imbassaí e o Aquífero São Sebastião e descobriram um reservatório de água subterrânea com densidade de 800 e 1500 m.

## Economia
A cidade se destaca pela produção agrícola e atividades como a criação de bovinos e suínos. 